# Michał Domański
Michał Domański herbu Strzemię (ur. ok. 1735 w Zadłożu) – konsyliarz konfederacji barskiej.

## Życiorys
Po ukończeniu szkół pijarskich został dworzaninem Karola Stanisława Radziwiłła Panie Kochanku. W 1764 podpisał elekcję Stanisława Augusta Poniatowskiego. Przystąpił do konfederacji radomskiej w 1767 roku. W załączniku do depeszy z 2 października 1767 roku do prezydenta Kolegium Spraw Zagranicznych Imperium Rosyjskiego Nikity Panina, poseł rosyjski Nikołaj Repnin określił go jako posła właściwego dla realizacji rosyjskich planów na sejmie 1767 roku. W 1767 roku jako poseł z powiatu pińskiego na Sejm Repninowski, wszedł w skład delegacji, wyłonionej pod naciskiem posła rosyjskiego Nikołaja Repnina, powołanej w celu określenia ustroju Rzeczypospolitej. Podpisał traktat gwarancyjny z Rosją. W 1769 mianowany konsyliarzem powiatu pińskiego konfederacji barskiej. Został członkiem Generalności konfederackiej i przeniósł się wraz z nią na Słowację. Jako bliski współpracownik Karola Stanisława Radziwiłła Panie Kochanku, brał udział w jego misjach dyplomatycznych w Niemczech. W trakcie podróży do Turcji został podstępnie uwiedziony w Wenecji przez agentkę rosyjską Aly Emetee, udającą córkę carowej Elżbiety. W Livorno został wraz ze swoją kochanką zwabiony przez admirała rosyjskiego Aleksandra Grigorijewicza Orłowa na pokład okrętu Izydor. 22 lutego 1774 został aresztowany i osadzony w twierdzy Pietropawłowskiej. 25 marca 1776 uwolniony, powrócił do kraju.